# Tatiana Calderón
Tatiana Calderón, née le 10 mars 1993 à Bogota en Colombie, est une pilote automobile colombienne, qui a participé en 2019 au championnat de Formule 2 avec l'écurie britannique BWT Arden. Elle a occupé également le poste de pilote de réserve chez Alfa Romeo Racing.

## Biographie

### Débuts en karting
Tatiana Calderón Noguera débute les compétitions automobiles en karting à l'âge de neuf ans à Bogota. En 2005, elle devient la première pilote féminine à remporter un titre de champion national en Colombie. Trois ans plus tard, elle est la première à remporter un titre national en karting aux États-Unis. L'une de ses idoles est alors le pilote colombien Juan Pablo Montoya qui deviendra l'un de ses mentors. En 2010, elle rejoint le championnat Pro Mazda et termine à deux reprises sur le podium de cette compétition relevée,.

### Débuts en monoplace en Formule 3

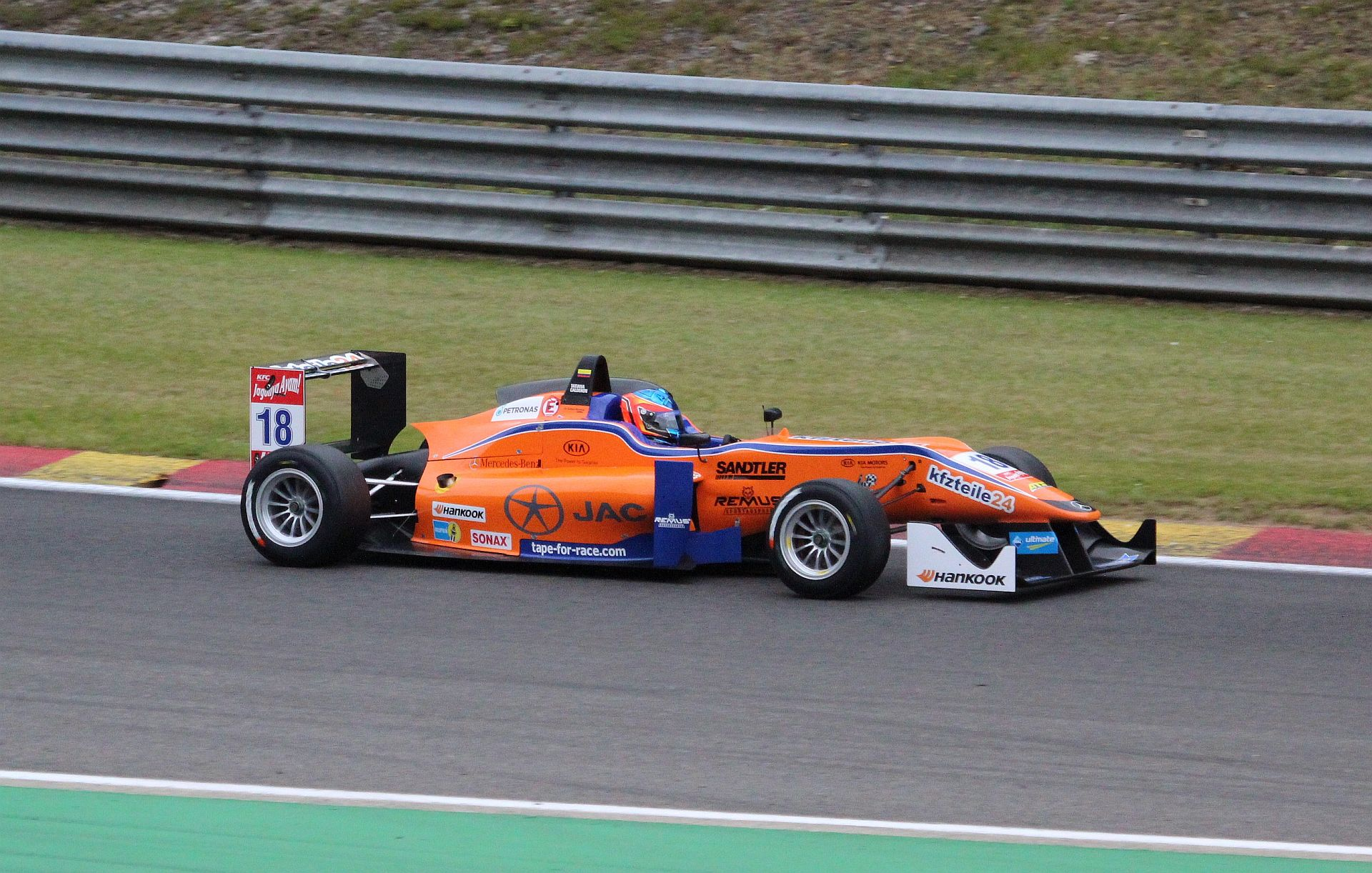
Tatiana Calderón en Formule 3 à Spa-Francorchamps en 2014.

Elle quitte l'Amérique pour le continent européen en 2011 avec l'intention déclarée de devenir pilote de Formule 1. Elle commence par l'European F3 Open où elle dispute six courses en 2011 avec le Team West-Tec. Elle est ensuite titularisée en 2012 dans l'écurie d'Emilio de Villota, elle termine huit fois dans les points ce qui la classe neuvième du championnat avec 56 points. En octobre elle prend part à deux week-end du championnat Formula Renault 2.0 Alps mais ne marque aucun point.
En 2013, elle s'engage en championnat d'Europe de Formule 3 avec l'écurie Double R Racing. Elle ne parvient pas à marquer le moindre point en raisons de problèmes de pneus en série et aussi à cause de l'inexpérience de son écurie et termine trente-deuxième. Elle participe aussi à la série britannique où elle se fait remarquer en étant la première femme à monter sur le podium de la série de Formule 3 britannique.
Elle reste en F3 européenne pour la saison 2014 mais change d'équipe pour Jo Zeller Racing. Elle reçoit les conseils du père de Lewis Hamilton ce qui lui permet de terminer à la régulière dans les points et de terminer quinzième du championnat. Pour la saison 2015, elle signe chez Carlin Motorsport. Lors du week-end de Spa-Francorchamps disputé sous la pluie, elle réussit l'exploit de s'installer en tête de la troisième course devenant la première femme à mener une course sur le championnat d'Europe de Formule 3. Malgré ce coup d'éclat, elle n'inscrit aucun point et ne se classe que vingt-septième.
Durant l'hiver elle s'engage en MRF Challenge. Elle adopte alors un style de pilotage agressif avec des dépassements parfois risqués. Cette stratégie lui permet de terminer très souvent dans le top 5 décrochant notamment une victoire sur le Dubaï Autodrome et montant sept fois sur le podium. Elle termine vice-championne derrière le brésilien Pietro Fittipaldi.

### Le GP3 Series

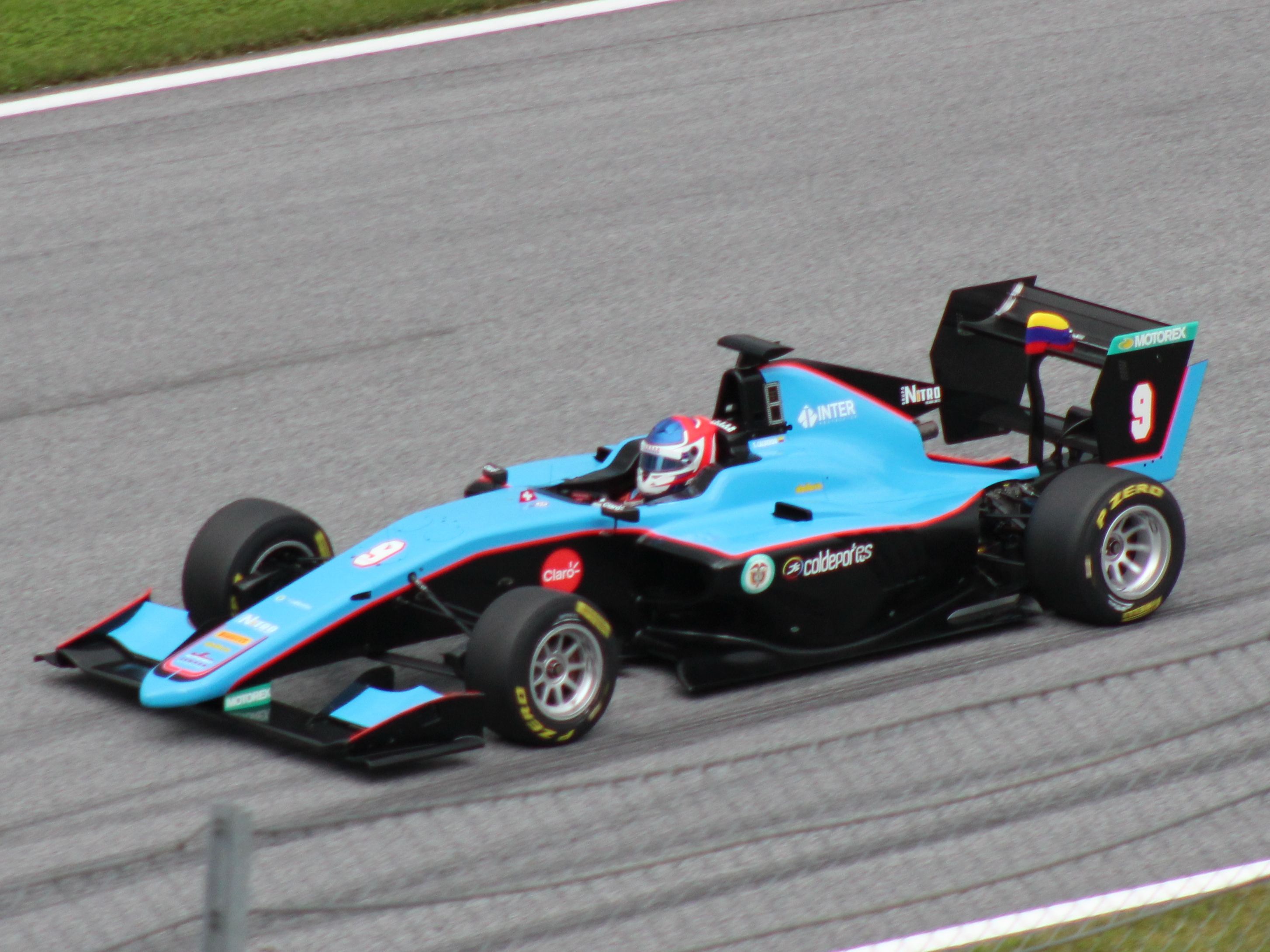
Tatiana Calderón en 2018 lors de la course de GP3 Series sur le Red Bull Ring, en Autriche.

En 2016, elle est recrutée par Arden International pour courir en GP3 Series. Elle devient alors la première pilote féminine de l'écurie britannique. 
Elle inscrit deux points à Hockenheim et à Monza et se classe vingt-et-unième du championnat. 
En 2017, tandis qu'elle poursuit sa carrière en GP3, désormais avec DAMS, elle devient pilote de développement pour l'écurie Sauber en Formule 1, chargée des essais en simulateur,,. Lors de cette saison elle réalise ses deux meilleurs résultats avec une septième place à Monza et une huitième place à Jerez et se classe dix-huitième avec 7 points. Elle prend également part à deux courses en Formule V8 3.5 Series à Bahreïn, elle monte sur le podium de la deuxième course faisant d'elle la première femme à monter sur le podium dans cette série et se classe quatorzième avec 25 points.
En 2018, elle reste en GP3 et rejoint l'équipe Jenzer Motorsport. Elle termine plus régulièrement dans les points et se classe seizième avec 11 points. Elle est également promue au poste de pilote d'essai pour l'écurie Alfa Romeo Sauber en Formule 1. En décembre, elle prend part aux essais de Formule E au volant de la DS Techeetah. Elle participe ensuite aux essais des rookies avec l'écurie DS Techeetah sur le circuit Moulay El Hassan.

### Formule 2 puis Super Formula

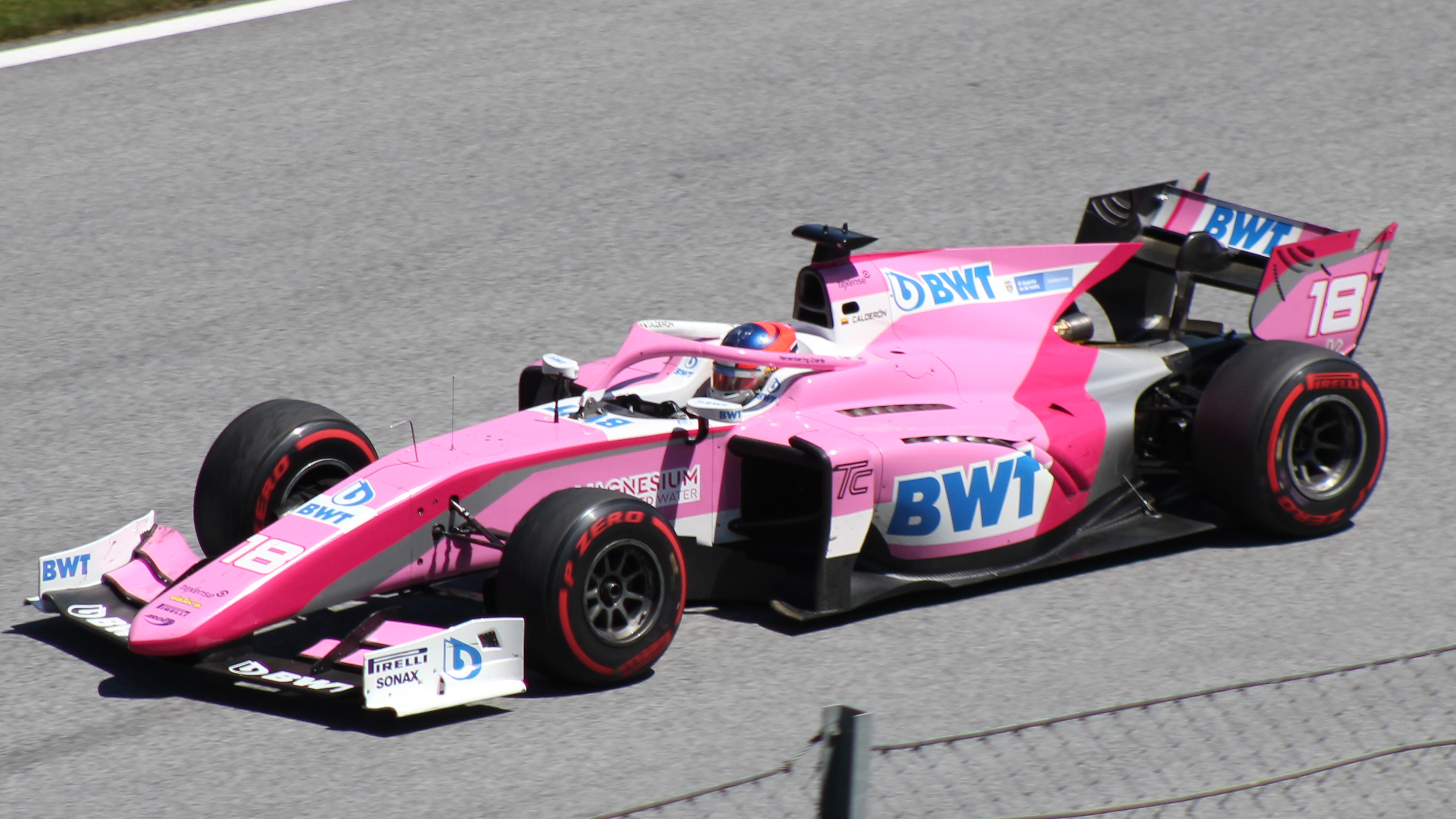
Tatiana Calderón en 2019 lors de la course de Formule 2 sur le Red Bull Ring.

La saison suivante, elle obtient un volant dans l'écurie BWT Arden et devient la deuxième femme à concourir en Formule 2 après Natacha Gachnang,. Elle conserve également son rôle de pilote d'essais pour Alfa Romeo Sauber. Lors de la manche de Bakou, elle mène la course pendant quelques tours devenant la première femme à réaliser cet exploit dans la discipline. Elle n'inscrit aucun point à la différence de son coéquipier Anthoine Hubert victorieux deux fois (mais qui décèdera lors de la manche belge) et se classe vingt-et-unième.
Durant l'hiver 2019-2020, elle participe au championnat d'Asie de Formule 3 avec l'écurie mexicaine Seven GP. Elle termine dans les points régulièrement et se classe onzième avec 31 points. En 2020, elle rejoint l'écurie Drago Corse pour participer au championnat de Super Formula au Japon. À cette occasion, elle devient la troisième femme à participer à ce championnat, après Divina Galica en 1980 et Sarah Kavanagh en 1997.

### Endurance
Au sein du Richard Mille Racing Team, elle participe en 2020 à des manches de l'European Le Mans Series en particulier aux 4 Heures du Castellet, qu'elle termine à la cinquième place en compagnie d'André Negrão, et aux 4 Heures de Spa-Francorchamps (6e). Elle dispute les 24 Heures du Mans au sein d'un équipage 100% féminin avec Sophia Flörsch et Beitske Visser,.

## Résultats en compétition automobile
| Saison    | Championnat                        | Écurie                     | Courses                 | Victoires               | Pole positions          | Meilleurs tours         | Podiums                 | Points                  | Classement              |
| --------- | ---------------------------------- | -------------------------- | ----------------------- | ----------------------- | ----------------------- | ----------------------- | ----------------------- | ----------------------- | ----------------------- |
| 2010      | Star Mazda Championship            | Juncos Racing              | 13                      | 0                       | 0                       | 0                       | 0                       | 320                     | 10e                     |
| 2011      | Star Mazda Championship            | Juncos Racing              | 11                      | 0                       | 0                       | 0                       | 2                       | 322                     | 6e                      |
| 2011      | European F3 Open                   | Team West-Tec              | 6                       | 0                       | 0                       | 0                       | 0                       | 2                       | 21e                     |
| 2012      | European F3 Open                   | EmiliodeVillota Motorsport | 16                      | 0                       | 0                       | 0                       | 0                       | 56                      | 9e                      |
| 2012      | Formula Renault 2.0 Alps           | AV Formula                 | 4                       | 0                       | 0                       | 0                       | 0                       | 0                       | N.C                     |
| 2013      | Championnat d'Europe de Formule 3  | Double R Racing            | 30                      | 0                       | 0                       | 0                       | 0                       | 0                       | 32e                     |
| 2013      | Formule 3 britannique              | Double R Racing            | 12                      | 0                       | 0                       | 0                       | 1                       | 79                      | 7e                      |
| 2014      | Championnat d'Europe de Formule 3  | Jo Zeller Racing           | 33                      | 0                       | 0                       | 0                       | 0                       | 29                      | 15e                     |
| 2014      | Florida Winter Series              | Jo Zeller Racing           | 12                      | 1                       | 0                       | 1                       | 1                       | 0                       | N.C                     |
| 2015      | Championnat d'Europe de Formule 3  | Carlin                     | 33                      | 0                       | 0                       | 0                       | 0                       | 0                       | 27e                     |
| 2015-2016 | MRF Challenge Formula 2000         | MRF Racing                 | 14                      | 1                       | 0                       | 1                       | 7                       | 199                     | 2e                      |
| 2016      | GP3 Series                         | Arden International        | 18                      | 0                       | 0                       | 0                       | 0                       | 2                       | 21e                     |
| 2016      | European F3 Open                   | Teo Martín Motorsport      | 10                      | 0                       | 0                       | 0                       | 1                       | 66                      | 9e                      |
| 2016      | Championnat d'Espagne de Formule 3 | Teo Martín Motorsport      | 6                       | 0                       | 0                       | 0                       | 0                       | 32                      | 6e                      |
| 2017      | GP3 Series                         | DAMS                       | 15                      | 0                       | 0                       | 0                       | 0                       | 7                       | 18e                     |
| 2017      | Formule V8 3.5                     | RP Motorsport              | 2                       | 0                       | 0                       | 0                       | 1                       | 25                      | 14e                     |
| 2017      | Formule 1                          | Sauber                     | Pilote de développement | Pilote de développement | Pilote de développement | Pilote de développement | Pilote de développement | Pilote de développement | Pilote de développement |
| 2018      | GP3 Series                         | Jenzer Motorsport          | 18                      | 0                       | 0                       | 0                       | 0                       | 11                      | 16e                     |
| 2018      | Formule 1                          | Sauber                     | Pilote essayeuse        | Pilote essayeuse        | Pilote essayeuse        | Pilote essayeuse        | Pilote essayeuse        | Pilote essayeuse        | Pilote essayeuse        |
| 2019      | Formule 2                          | BWT Arden                  | 22                      | 0                       | 0                       | 0                       | 0                       | 0                       | 21e                     |
| 2019      | Formule 1                          | Alfa Romeo                 | Pilote essayeuse        | Pilote essayeuse        | Pilote essayeuse        | Pilote essayeuse        | Pilote essayeuse        | Pilote essayeuse        | Pilote essayeuse        |
| 2019-2020 | Championnat d'Asie de Formule 3    | Seven GP                   | 9                       | 0                       | 0                       | 0                       | 0                       | 31                      | 13e                     |
| 2020      | Super Formula                      | Drago Corse with ThreeBond | 5                       | 0                       | 0                       | 0                       | 0                       | 0                       | 23e                     |
| 2020      | European Le Mans Series            | Richard Mille Racing Team  | 5                       | 0                       | 0                       | 0                       | 0                       | 20                      | 10e                     |
| 2020      | Formule 1                          | Alfa Romeo                 | Pilote essayeuse        | Pilote essayeuse        | Pilote essayeuse        | Pilote essayeuse        | Pilote essayeuse        | Pilote essayeuse        | Pilote essayeuse        |
| 2021      | Super Formula                      | Drago Corse with ThreeBond | 4                       | 0                       | 0                       | 0                       | 0                       | 0                       | 24e                     |
| 2021      | Endurance FIA                      | Richard Mille Racing Team  | 5                       | 0                       | 0                       | 0                       | 0                       | 23                      | 17e                     |
| 2021      | Formule 1                          | Alfa Romeo                 | Pilote essayeuse        | Pilote essayeuse        | Pilote essayeuse        | Pilote essayeuse        | Pilote essayeuse        | Pilote essayeuse        | Pilote essayeuse        |
| 2022      | IndyCar Series                     | A. J. Foyt Enterprises     | 7                       | 0                       | 0                       | 0                       | 0                       | 58                      | 29e                     |
| 2022      | Formule 2                          | Charouz Racing System      | 8                       | 0                       | 0                       | 0                       | 0                       | 0                       | 28e                     |

## Résultats aux 24 Heures du Mans
| Année | Équipe                    | no | Châssis  | Moteur                | Pneus    | Catégorie | Équipières                    | Tours | Résultat |
| ----- | ------------------------- | -- | -------- | --------------------- | -------- | --------- | ----------------------------- | ----- | -------- |
| 2020  | Richard Mille Racing Team | 50 | Oreca 07 | Gibson GK428 4,2 l V8 | Michelin | LMP2      | Sophia Flörsch Beitske Visser | 364   | 13e      |
| 2021  | Richard Mille Racing Team | 1  | Oreca 07 | Gibson GK428 4,2 l V8 | Goodyear | LMP2      | Sophia Flörsch Beitske Visser | 74    | Abandon  |